# Донецькі новини
Донецькі новини — донецьке регіональне видання. Виходить один раз на тиждень. Газета заснована 3 грудня 1990 року. Газета є членом Української асоціації періодичної преси.
Свідоцтво про реєстрацію КВ №3 074 від 18 лютого 1998 року.
Тижневик «Донецькі новини» володар премії «Золотий Скіф» в номінації «Найкращий медіа-проект року»; переможець Третього Всеукраїнського конкурсу преси в номінації «Найкраща публікація на економічну тематику», «Найкраща публікація на соціальну тематику»; переможець XI Міжнародного фестивалю преси в номінації «Найкраще видання року».

## Редакція газети
Крім «Донецьких новин» редакція видає безкоштовний рекламний тижневик «Кур'єр «Донецьких новин»; газету «Донецкие новости. Специальный выпуск»; Служба кур'єрської доставки «Ваш кур'єр».
100% ТОВ «Редакція газети «Донецькі Новини» належить медіа-холдингу ЗАТ «Сьогодні Мультімедіа», який, в свою чергу входить до групи «СКМ».